# Paraje La Virgen
Paraje La Virgen es una localidad del distrito Palmar del departamento Diamante, en la provincia de Entre Ríos, República Argentina. Forma parte del municipio Aldea Brasilera, de la que se ubica unos 9 km al sudoeste y sobre la costa del río Paraná.
La población de la localidad era de 72 personas en 2001 y no fue considerada localidad en el censo de 1991.
Cuenta con una escuela primaria.